# Bradley Sawatzky
Bradley Sawatzky (* 24. Februar 1974 in Winnipeg, Manitoba) ist ein kanadischer Schauspieler.

## Leben
Sawatzky wurde am 24. Februar 1974 im kanadischen Winnipeg geboren. Er debütierte Anfang der 2000er Jahre als Schauspieler und übernahm erste Nebenrollen in Narc und den Fernsehfilmen Category 6 – Der Tag des Tornado und  Category 7 – Das Ende der Welt. 2006 folgte eine Episodenrolle in der Mini-Serie Die Schattenmacht – The State Within. Daneben folgten einige Rollen in Kurzfilmen. Von 2016 bis 2018 verkörperte er verschiedene Charaktere in der Fernsehserie Channel Zero. 2017 hatte er eine größere Rolle im Spielfilm-Thriller Radius – Tödliche Nähe, im Folgejahr eine Nebenrolle in Siberia – Tödliche Nähe. Seit 2019 verkörpert er verschiedene Episodenrollen in der Fernsehserie Burden of Truth. 2020 folgten Nebenrollen in den Filmen The Grudge, Run – Du kannst ihr nicht entkommen und Percy. 2021 war er in den Spielfilmen The Ice Road und Flag Day zu sehen, weitere Rollen folgten, sein Schaffen umfasst mehr als 40 Produktionen.

## Filmografie
- 2002: Narc
- 2002: Hell on Heels: The Battle of Mary Kay (Fernsehfilm)
- 2002: The Many Trials of One Jane Doe (Fernsehfilm)
- 2003: The Crooked E: The Unshredded Truth About Enron (Fernsehfilm)
- 2003: In the Dark (Fernsehfilm)
- 2004: Category 6 – Der Tag des Tornado (Category 6: Day of Destruction) (Fernsehfilm)
- 2005: Category 7 – Das Ende der Welt (Category 7: The End of the World) (Fernsehfilm)
- 2006: Hope Beyond Hope (Kurzfilm)
- 2006: The Plague
- 2006: Die Schattenmacht – The State Within (The State Within) (Mini-Serie, Episode 1x06)
- 2007: Three Beans for George (Kurzfilm)
- 2009: Willkommen in Amerika (Amreeka)
- 2009: Zooey & Adam
- 2010–2012: Less Than Kind (Fernsehserie, 2 Episoden)
- 2010: Keep Your Head Up, Kid: The Don Cherry Story (Mini-Serie, Episode 1x01)
- 2010: Men with Brooms (Fernsehserie, Episode 1x07)
- 2014: A Warden’s Ransom
- 2014: Cashing In (Fernsehserie, Episode 4x04)
- 2015: Sunnyside (Fernsehserie, Episode 1x01)
- 2015: The Pinkertons (Fernsehserie, Episode 1x10)
- 2015: The Exorcism of Molly Hartley
- 2016: Flashkick (Kurzfilm)
- 2016–2018: Channel Zero (Fernsehserie, 6 Episoden, verschiedene Rollen)
- 2017: Radius – Tödliche Nähe (Radius)
- 2017: The Trench – Das Grauen im Bunker 11 (Trench 11)
- 2018: Siberia – Tödliche Nähe (Siberia)
- 2018: GONE: My Daughter (Fernsehfilm)
- 2018: Comfort Food (Kurzfilm)
- 2019: Patterns (Kurzfilm)
- 2019: Stand!
- seit 2019: Burden of Truth (Fernsehserie, verschiedene Rollen)
- 2020: The Grudge
- 2020: Run – Du kannst ihr nicht entkommen (Run)
- 2020: Percy
- 2021: The Ice Road
- 2021: Flag Day
- 2023: Elevator Game
- 2024: Unspoken
- 2025: Clown in a Cornfield